# Andrés Orozco-Estrada
Andrés Orozco-Estrada (Medellín, 1977. december 14. –) kolumbiai hegedűművész és karmester, kettős, kolumbiai és osztrák állampolgársággal rendelkezik.

## Fiatalkora
A Medellínben született Orozco-Estrada az Instituto Musical Diego Echavarríában tanult zenét. Először hegedülni tanult, majd 15 éves korától karmesteri órákra kezdett járni. Tizenhetedik születésnapja előtt Bogotába költözött, hogy a Pontificia Universidad Javeriana egyetemen tanuljon. 1997-ben költözött Bécsbe – ahol azóta is él –, és emelt szintű karmesteri tanulmányokat kezdett a Bécsi Zene- és Előadóművészeti Egyetemen, ahol tanárai között volt Uroš Lajovic szlovén karmester is.

## Pályafutása
2004 júniusában vezényelte először a bécsi Tonkünstler Orchestrát egy bécsi Festwochen-koncerten, utolsó pillanatban helyettesítőként. Ezek után kinevezték a zenekar segédkarmesterévé, ezt a pozíciót két évig töltötte be. 2009-ben lett a Tonkünstler Orchestra vezető karmestere, és az is maradt egészen 2015-ig. Korábban a recreation - Großes Orchester Graz  együttesének vezető karmestere, 2005 és 2007 között pedig az Oper Klosterneuburg zeneigazgatója volt.
Ausztrián kívül 2007 májusában Orozco-Estrada először vendégként szerepelt az Orquesta Sinfonica de Euskadi zenekar élén a spanyolországi San Sebastiánban (apja baszk származású). A következő évben a zenekar vezető karmesterévé nevezték ki, ezt a posztot 2009-ben és 2013 júniusa között töltötte be.
2009-ben ugyancsak vendégként vezényelte a hr-Sinfonieorchestert. 2013 márciusában a hr-Sinfonieorchester vezető karmesterévé nevezték ki: a 2014–2015-ös évadtól kezdve, négy évre. 2016 áprilisában bejelentették, hogy a szerződését a 2020–2021-es évadig meghosszabbították.
Orozco-Estrada 2013 novemberében vezényelte először a Londoni Filharmonikus Zenekart (LPO) egy turnén Németországban. 2014 januárjában az LPO bejelentette a kinevezését vezető vendégkarmesternek 2015 szeptemberétől.
Orozco-Estrada 2006-ban vezényelte először a Bécsi Szimfonikus Zenekart. 2018 márciusában a zenekar bejelentette, hogy a 2021–2022-es szezontól kezdődően ötéves szerződéssel kinevezik következő vezető karmesterré. A 2020–2021-es évadban vezető karmesterként tevékenykedett a bécsieknél. Orozco-Estrada 2022. április 12-én azonnali hatállyal lemondott a Bécsi Szimfonikusok vezető karmesteri posztjáról. A zenekar szerint ennek az oka az volt, hogy nem hosszabbították meg szerződését 2025 utánra.
Az Orozco-Estrada 2012 októberében debütált a Houstoni Szimfonikus Zenekarral. 2013 januárjában kinevezték az intézmény következő zenei igazgatójának, a 2014–2015-ös szezontól kezdve. Mielőtt elfoglalta volna a houstoni posztot, a zenekarral felvették Dvořák Hetedik szimfóniáját. Utolsó szerződése a Houston Symphony csapatával a 2021–2022-es szezonig szólt. Orozco-Estrada a 2021–2022-es szezon végén befejezte houstoni hivatali idejét.
Orozco-Estrada a Filarmónica Joven de Colombia vezető karmestere is, és vezette őket 2019-es európai turnéjukon. 2023 márciusában Köln városa bejelentette Orozco-Estrada kinevezését a város következő Generalmusikdirektorjává (GMD), amely magában foglalja a Kölni Gürzenich Orchestra és a Kölni Opera főigazgató posztját, a 2025-2026-os évadtól kezdve.
Orozco-Estrada 2022 májusában vezényelte először a RAI Nemzeti Szimfonikus Zenekart. Ezután a RAI Nemzeti Szimfonikus Zenekar bejelentette, hogy 2023 októberétől Orozco-Estradát nevezi ki következő vezető karmesternek, először három évre szóló szerződéssel.

## Felvételek
Orozco-Estrada kereskedelmi felvételeket készített a Houston Symphony és a Frankfurti Radio Symphony zenekaraival a Pentatone kiadó számára.
- Richard Strauss – Eine Alpensinfonie. Frankfurt Radio Symphony. PTC 5186628 (2018).
- Haydn – Die Schöpfung. Houston Symphony, Houston Symphony Chorus. PTC 5186614 (2018).
- Amerika zenéje: Bernstein, Gershwin, Piazzolla, Revueltas. Houston Symphony. PTC 5186619 (2018).
- Richard Strauss – Salome. Frankfurt Radio Symphony. PTC 5186602 (2017).
- Dvořák – 9. szimfónia ("Újvilág") / Szláv táncok. Houston Symphony. PTC 5186574 (2017).
- Richard Strauss – Ein Heldenleben / Macbeth. Frankfurt Radio Symphony. PTC 5186582 (2016).
- Dvořák – 7. és 8. szimfónia. Houston Szimfónia. PTC 5186578 (2016).
- Dvořák – 6. és 2. szimfónia, Szláv táncok. Houston Symphony. PTC 5186575 (2016).
- Stravinsky – A tavasz rítusa és a tűzmadár (szvit 1919). Frankfurt Radio Symphony. PTC 5186556 (2016).

## Magánélet
Orozco-Estrada és felesége, Julia osztrák állatorvos Bécsben él lányukkal, Laurával.

## Fordítás
Ez a szócikk részben vagy egészben  az   Andrés Orozco-Estrada című angol Wikipédia-szócikk ezen változatának fordításán alapul.  Az eredeti cikk szerkesztőit annak laptörténete sorolja fel. Ez a jelzés csupán a megfogalmazás eredetét és a szerzői jogokat jelzi, nem szolgál a cikkben szereplő információk forrásmegjelöléseként.